# Symphony on a Hymn Tune
Symphony on a Hymn Tune (Simfonia sobre una melodia d'un himne) és una composició orquestral de quatre moviments del compositor nord-americà Virgil Thomson. L'obra va ser la primera simfonia de Thomson i va ser composta entre 1926 i 1928 mentre estudiava amb la compositora Nadia Boulanger a París. Tanmateix, l'obra no es va estrenar fins al 22 de febrer de 1945, amb Thomson al capdavant de la Philharmonic Symphony Society de la ciutat de Nova York.

## Estil i composició
Amb una durada d'uns vint minuts, Symphony on a Hymn Tune està composta en quatre moviments:
1. Introduction & Allegro
2. Andante cantabile
3. Allegretto
4. Alla breve

Els tres primers moviments es van compondre entre 1926 i la primavera de 1927, tot i que Thomson, descoratjat pel final, no va començar a treballar en el quart moviment fins al juliol de 1928. La peça es va completar a finals de 1928 i va ser revisada lleugerament per Thomson abans de la seva estrena el 1945. Els himnes protestants Jesus Loves Me i How Firm a Foundation serveixen com a base temàtica per a la simfonia, però l'obra també està influenciada per altres estils històrics de la música sacra. A més, la peça de tant en tant fa referència a la popular melodia utilitzada a la cançó For He's a Jolly Good Fellow.

### Instrumentació
L'obra està escrita per a dues flautes (una doblant al piccolo), dos oboès, dos clarinets, dos fagots, contrafagot, quatre trompes franceses, dues trompetes, tres trombons, tuba, timbals, tambors, sonall, tamborí, triangle, plats, tam-tam, bombo i cordes (violins I i II, violes, violoncels i contrabaix).

## Recepció
El crític musical John von Rhein del Chicago Tribune va qualificar l'obra d'"una mena de musical sofisticat casolà anàleg a una impressió de Currier i Ives". Escrivint a The Weekly Standard, Algis Valiunas va opinar que l'obra "està dignament al costat de la molt més famosa música orquestral d'⁣Aaron Copland". Richard Buell, de The Boston Globe, va elogiar que els "procediments peculiars de l'obra suggereixen d'alguna manera que Thomson ha donat tant un kit per a una simfonia amb una cosa improbable de muntar. No hi ha res aliè, és fort com l'infern i les peces encaixen, però es podria jurar que algunes d'elles s'han posat deliberadament cap per avall." Carol J. Oja de NPR va elogiar especialment el quart moviment, Alla breve, dient: "El quart moviment revela com Thomson transforma el material melòdic. De vegades ho fa de manera transparent, de vegades amb notes "equivocades" intencionades. En una època en què els seus col·legues modernistes sovint veneraven la complexitat, Thomson va fer un gir radical cap a una escriptura més senzilla, i les seves melodies cinematogràfiques evoquen grans extensions de la praderia americana."

## Llegat
Passatges significatius de Symphony on a Hymn Tune van ser reutilitzats per Thomson en la seva partitura al documental de 1938 The River de Pare Lorentz. Els moviments de The River es van utilitzar més tard per a la partitura de la pel·lícula de televisió de 1983 The Day After del director Nicholas Meyer. Symphony on a Hymn Tune també va ser arranjada per a duet de piano pel pianista nord-americà John Kirkpatrick.

## Discografia parcial
- 1965: Virgil Thomson, Symphony on a Hymn Tune, The Feast of Love; Howard Hanson, Four Psalms, Eastman-Rochester Orchestra, Howard Hanson (dir.) – Mercury Records LP: SR 90429 (1965); Thomson reeditat al CD 434 310-2 (1992).
- 1989: Virgil Thomson: Orchestral Works, interpretada per l'Orquestra del Festival Monadnock, James Bolle (dir.) – Albany Records.[4]
- 2000: Virgil Thomson: Symphony on a Hymn Tune; Symphonies Nos. 2 i 3; Pilgrims and Pioneers, interpretada per l'Orquestra Simfònica de Nova Zelanda, James Sedares (dir.) – Naxos Records.